# König-Ludwig-Lauf

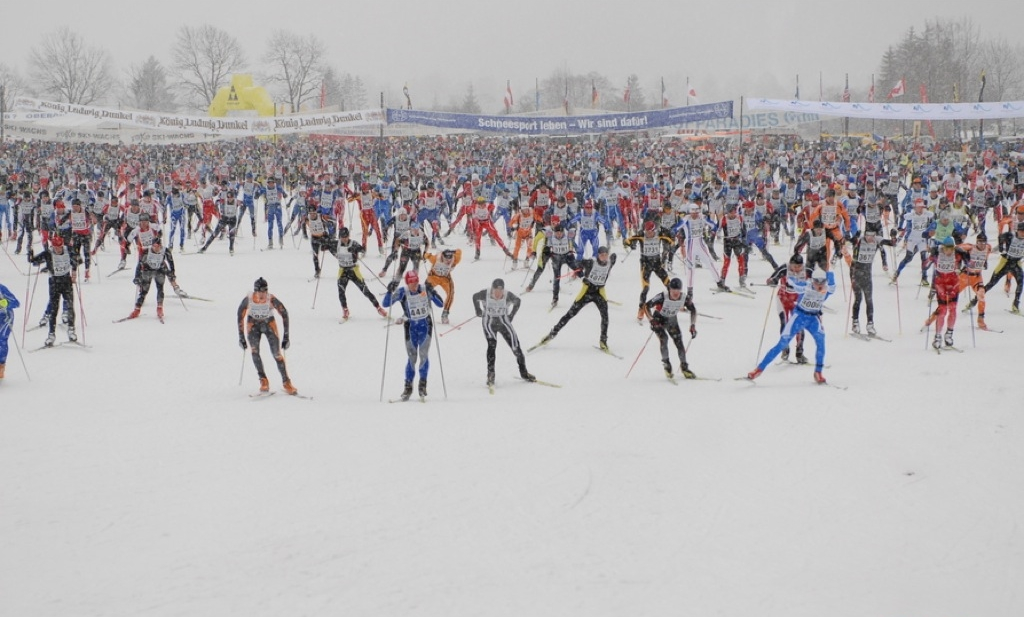
Le départ de König-Ludwig-Lauf.

La König-Ludwig-Lauf est une course longue distance de ski de fond qui se déroule annuellement en Allemagne à Oberammergau depuis 1968. Cette course est inscrite à la Worldloppet et à Ski Classics entre 2011 et 2016. Sa longueur est compris entre 40 et 65 kilomètres selon les éditions. Les deux techniques de ski de fond peuvent être utilisées.